# 劉存忠
劉存忠（1906年—1991年9月16日），生於北京，中華民國陸軍少將與行政官員。曾任台中市市長與台中縣縣長。

## 歷史
劉存忠出生於光绪32年（1906年），幼時家境清寒，小學畢業後輟學習工，自習苦讀，二年後插班考入京師一中二年，半工半讀畢業後考入北平新民大學研習政經，後南下廣東入黃埔軍校四期受訓。半年後經考試分入政治科，民國十五年（1926年），畢業。參加國民革命軍北伐，奉派至第五軍四十六團，抵南昌後即調總政治部，任社會股長、黨務股長，翌年調升總務科長，時陶希聖先生任宣傳科長。
民國十七年（1928年），入南京軍官團受訓，十九年派任黑龍江省黨部指導委員，旋調粤汉铁路特別黨部委員。二十年（1931年），奉調蔣中正侍從副官，次年調委員長南昌行營上校交際科長及管理科長，後調江西省政府祕書處主任。二十六年（1937年），四月調升七十五師少將參謀長。二十七年（1938年），奉命入國民政府軍事管理委員會將關研究班二期受訓，同年底結業後調駐閩綏靖主任公主署少將附員，之後任軍糧局長，三十年（1941年），調重慶任軍事委員會少將高參。
對日抗戰勝利後，任臺灣省行政長官公署台中州接管委員會主任委員、首任台中市市長及台中縣縣長，於兼任台中縣日僑樹送管理站長時，處理遣返日僑。三十六年後的民國七十年（1981年），日僑曾組團訪華，請安拜謝恩德，先生過世後，亦曾千里致祭。1946年，於台中縣縣長任內，轄區內警隊爆發員林事件時，對法院下令釋放執行任務時被警員違法射殺及扣押的法警時，置之不理，事後更向長官公署做出偏頗有利於警員之報告，事件延燒後被停職調查。
民國三十六年（1947年）發生二二八事件，遭台灣共產黨謝雪紅等人囚禁於現今台中市中正路消防隊，疲勞審訊六晝夜，拷打至肋骨三根折斷，後經林獻堂先生等人迎救脫險。至政府軍抵台，劉重傷之際，仍力保無辜。晚年子孫偶有談及此事，亦不多言，後子孫閱讀其妻札記，追問祖母，方知始末。
同年夏改調臺灣警備總司令部高參，然傷勢沈重，次年回福建省療傷，民國三十八年（1949年）五月因戰亂再度抵台。民國四十三年（1954年），任南投縣黨部主任委員，翌年調中央黨部專門委員兼中央直屬區黨部書記。
任公職五十餘年，雖自奉甚簡，但因早期國家財政艱難，公務員所得有限，家無餘財，子女需靠半工半讀及獎學金完成學業，妻子還得接家庭代工補貼家計，退休後居臺北縣新店市大坪林陋巷四樓公寓，以书法、習佛、看相自娛，子女奉養至天年並於民國八十年（1991年）九月十六日逝世。

## 外部連結
- 劉存忠 - 臺灣省行政長官公署檔案 - 國史館臺灣文獻館 （页面存档备份，存于）